# Бертон, Левар
Лева́р Бе́ртон (англ. LeVar Burton; род. 16 февраля 1957, Ландштуль) — американский актёр, наиболее известный ролью главного инженера звездолёта «Энтерпрайз» Джорди Ла Форжа в телевизионном сериале «Звёздный путь: Следующее поколение». Его первой крупной ролью была роль молодого Кунта Кинте в мини-сериале «Корни». За неё он был номинирован на премию «Эмми» как лучший актёр в комедийном или драматическом сериале. Бертон также является режиссёром и членом совета директоров Гильдии режиссеров Америки.

## Избранная фильмография
| Год       |     | Русское название                   | Оригинальное название          | Роль                   |
| --------- | --- | ---------------------------------- | ------------------------------ | ---------------------- |
| 1977      | мтф | Корни                              | Roots                          | молодой Кунте Кинте    |
| 1980      | ф   | Охотник                            | The Hunter                     | Томми Прайс            |
| 1987—1994 | с   | Звёздный путь: Следующее поколение | Star Trek: The Next Generation | Джорди Ла Форж         |
| 1994      | тф  | Параллельные жизни                 | Parallel Lives                 | доктор Франклин Картер |
| 1995      | ф   | Звёздный путь: Поколения           | Star Trek: Generations         | Джорди Ла Форж         |
| 1996      | ф   | Звёздный путь: Первый контакт      | Star Trek: First Contact       | Джорди Ла Форж         |
| 1998      | с   | Звёздный путь: Вояджер             | Star Trek: Voyager             | Джорди Ла Форж         |
| 1998      | ф   | Звёздный путь: Восстание           | Star Trek: Insurrection        | Джорди Ла Форж         |
| 2001      | ф   | Али                                | Ali                            | Мартин Лютер Кинг      |
| 2002      | ф   | Звёздный путь: Возмездие           | Star Trek: Nemesis             | Джорди Ла Форж         |
| 2012      | ф   | Восстание зомби                    | Rise of the Zombies            | доктор Дэн Хелперн     |
| 2011—2014 | с   | Сообщество                         | Community                      | в роли самого себя     |
| 2011—2014 | с   | Теория Большого взрыва             | The Big Bang Theory            | в роли самого себя     |
| 2012—2015 | с   | Восприятие                         | Perception                     | Пол Хейли              |
| 2016      | мтф | Корни                              | Roots                          | Эфраим                 |
| 2019      | с   | Морская полиция: Новый Орлеан      | NCIS: New Orleans              | Руфус Неро             |

## Награды и номинации
- 1977 — номинация на премию «Эмми» в категории «Лучший приглашённый актёр в драматическом телесериале» — «Корни»[2] (Часть 1, «Кунта Кинте»)
- 1990, 1993, 1996, 1997, 1998, 2001, 2002, 2003, 2005, 2007 — Дневная премия «Эмми» за лучший сериал для детей — «Чтение радуги» (Reading Rainbow) (исполнительный продюсер)
- 2000 — «Грэмми» — «Автобиография Мартина Лютера Кинга-младшего»
- 2001, 2002 — Дневная премия «Эмми» лучшему исполнителю в сериале для детей — «Чтение радуги» (Reading Rainbow) (в роли самого себя)